# OpenJS財団
OpenJS財団（英語: OpenJS Foundation）とは、2019年にJS FoundationとNode.js Foundationが合併して設立された団体である。OpenJSはプロジェクトをホストし、エコシステムに利益をもたらす活動に資金を提供することによりJavaScriptとウェブエコシステムを推進している。OpenJS財団はAppium、Dojo、jQuery、Node.js、Node-RED、webpackを含む38のオープンソースJavaScriptプロジェクトをホストしている。創設メンバーにはGoogle、Microsoft、IBM、PayPal、GoDaddy、Joyentが含まれている。
OpenJSはドイツのSovereign Tech Fundから800,000ユーロ以上の資金を受け取っている。

## 歴史

### jQueryプロジェクト
jQuery Foundationの設立以前、jQueryプロジェクトは2009年からSoftware Freedom Conservancyのメンバーであった。同年初め、jQueryはjQuery自身のスピンオフとしてSizzleセレクターエンジンを公開し、コラボレーションを促進するために著作権をDojo Foundationに寄贈した。

### jQuery Foundation
jQuery FoundationはjQueryとjQuery UIの開発をサポートするために2012年に501(c)(6)非営利団体として設立された。2012年時点のウェブ分析によると、jQueryは最も広く採用されているJavaScriptライブラリである。
jQuery FoundationはW3CとEcma TC39（JavaScript）の会員の地位を通じて、ウェブ開発者に代わってウェブ標準の改善を推奨している。この財団は2011年に標準コラボレーションチームを作成し、2013年にW3Cに参加した。
2016年、Dojo FoundationはjQuery Foundationと合併し、その後ブランド名をJS Foundationに改名し、Linux Foundationのプロジェクトとなった。
JS Foundation（法的にはJSFoundation, Inc）は2016年から2019年まで存在し、重要なJavaScript技術の開発と採用を支援することを目的としていた。この財団JavaScript開発コミュニティ内でのコラボレーションを促進し「ベストプラクティスと方針を提供することでJavaScriptアプリケーションとサーバサイドプロジェクトを発展させる」ことに取り組んでいた。

### Node.js Foundation
Node.js FoundationはNode.jsプラットフォームの開発を加速するためのLinux Foundationのプロジェクトとして2015年に設立された。Node.js Foundationはベンダー、開発者、一般的なNode.jsコミュニティ間の参加を高めるためにオープンガバナンスモデルに基づいて運営されている。この構造により企業ユーザーは「リスクのない革新と継続」を保証される。この団体の発展により、Node.jsアプリの継続的なセキュリティ監視を実現するツールのNode Security Platformや、「今日の平均的なNode.jsユーザーを対象とした一連のプロフェッショナルカンファレンス」のNode Interactiveなどの新しい取り組みが生まれた。Node.jsは「350万人のユーザーと100%の年間成長率」を報告しており、Node.js FoundationはLinux Foundationで最も急成長しているプロジェクトの1つであると報告されている。
2019年、Node.js FoundationはJS Foundationと合併し新たにOpenJS Foundationが設立され、JavaScriptとウェブエコシステム全体の健全な発展を促進するという使命を表明した。

## プロジェクト
- Dojo Foundation（2016年まで）はDojo Toolkitの開発の中心として最も知られていた[30]。この団体はLodash（英語版）、RequireJS、Dojoコミュニティによって作成された他のプロジェクトもホストしていた[31][32]。
- jQuery Foundation（2012年から2016年）はjQuery、jQuery UI、Sizzle（英語版）、QUnitなどのjQueryのプロジェクトをホストしていた。2015年にGrunt（英語版）プロジェクトが参加し[33][34]Globalize（英語版）が開発され始めた[35]。2016年、ESLintプロジェクトが参加した[36][37]。
- JS Foundation（2016年から2019年）は追加のプロジェクトを呼び込んだ。2016年にAppium（英語版）が参加し[38]、Node-REDがIBMから寄贈された[39]。